# 张长林
张长林（1826年—1906年5月6日），字明山，又以字行而称张明山，直隶深州人，後遷天津，清朝工艺家、彩塑家，“泥人张”创始人。張長林自幼隨父從事泥塑創作，好捏戲曲人物，因所塑泥人酷肖真人而成名。其為人捏像，能藏泥於袖，摶塑於手，頃刻而成，且泥像神形兼具，一時被譽為絕技。其彩塑作品內容廣泛，或反映風土民俗，或取材於古典文学、民間故事、舞台戲劇，又融入傳統中国画審美與技法，開創自身獨特之泥塑風格。其作品廣銷海外，曾於巴拿马万国博览会中獲獎，在國際上享有聲譽。

## 生平

### 早年
张长林为直隶深州人，後遷居于天津。父张万全，原籍浙江紹興山陰，书吏出身，赴深州上任，後適逢荒年，攜張長林遷往天津，操習泥塑手藝謀生。:116張長林自七八岁起，便随其父学习泥塑，先捏制猫、狗之类动物形象，有所领悟后，开始学习捏制人物肖像。最初这些作品均用高温烧成陶器。后来，张长林探索出泥塑制作新方法，即将棉花掺入黏土捣匀，捏成泥坯后不经烧制，直接阴干，打上粉底后加以彩绘，是为日后天津彩塑泥人之雏形。他少时即“喜为黏土之戏”，好捏戏曲作品，而与传统泥塑以神佛造像、玩具摆设为主之风气不同。其曾创作《黄鹤楼》、《白蛇传》、《佘太君》、《春秋配》、《回荆州》等多部作品泥塑，风格受唐代绘画、雕塑影响甚大。张长林为观察戏剧演员神态、身段、服饰，常在庙会、戏馆看戏。随着技艺精进，为了寻求更高境界，每逢名角至天津演出，张长林就其特征，于其人不知不觉中袖中暗地摹索，在一出戏还未演完时，其塑像便已完成，归家后，其仔细敷粉涂色、衬以衣冠，即能与真人分毫不差。:166

### 成名

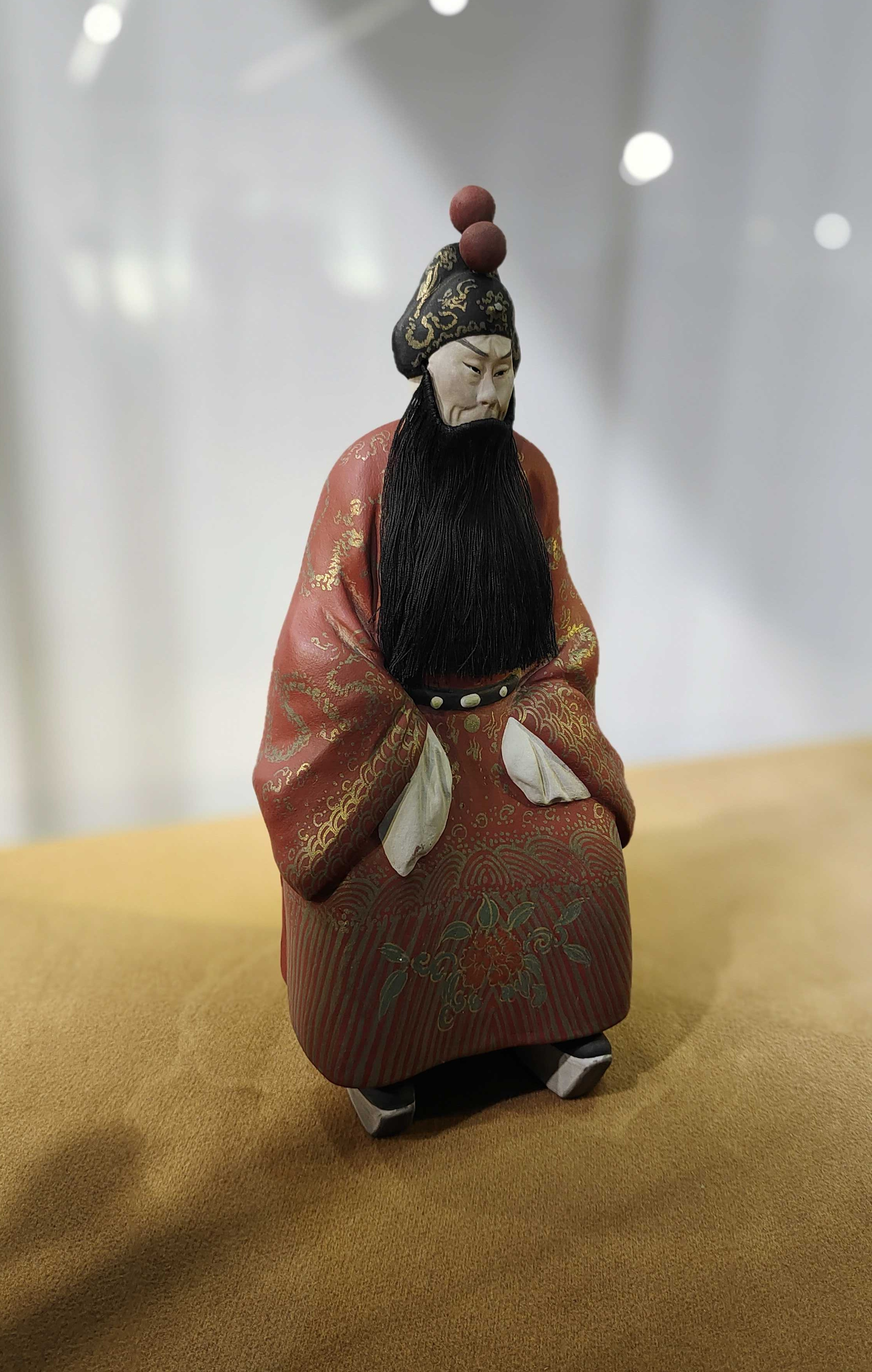
京劇演員余三勝泥塑像，為張長林成名作，攝於天津大學北洋園校區

道光二十四年（1844年），京剧演员余三胜至天津演出，张长林去看戏后，塑其像置于商店橱窗之内，见者歎为绝技。此后张长林名声大噪，时人呼为“泥人张”。张长林其后又陆续为谭鑫培、杨小楼、王桂芬、程长庚、田桂凤等名角塑像。:167成名后，张长林遂创建“塑古斋”泥塑作坊。其描绘天津天后盛会之皇会彩塑一套尝由西人出巨资购去，又曾有西洋人以重金购其泥人，收藏于博物院中。:65清末天津殡仪之侈甲于各省，有外国文化学者来中国采风，邀请张长林用泥人复原葬仪场面，其中人像复杂，“舆者、骑者、旗者、盖者、钲者、鼓者、丝者、竹者、释者、髯者、导者、从者、冠带者、裹禳者、步而送者、立而观者，多至数十百人”，而张长林则能“异其状态，使之不相复，或颀或侏，或丰或臞，或皙或朱，或昂或伛，或步或趋，或欠或吁，或悲或愉，或捷或迁，像随心造，触手成趣”。:4
张长林成名后，仍乐与各色人等往来，其捏泥人常以其邻居、朋友为原型。据传李鸿章督直时，曾邀请张长林为之塑像。张长林到其家后，李鸿章对其态度傲慢，张长林于是专挑其丑态塑泥，但也十分相像，李鸿章无可奈何。:1又有一富人邀张长林肖己像，富人盛气凌人，张长林不屈，富人怫然退去，张长林则顷刻间摹塑其形，面目悉具。有人告富人以此事，富人重新邀请之，而态度毕恭毕敬，为之一变。:4

### 晚年及去世

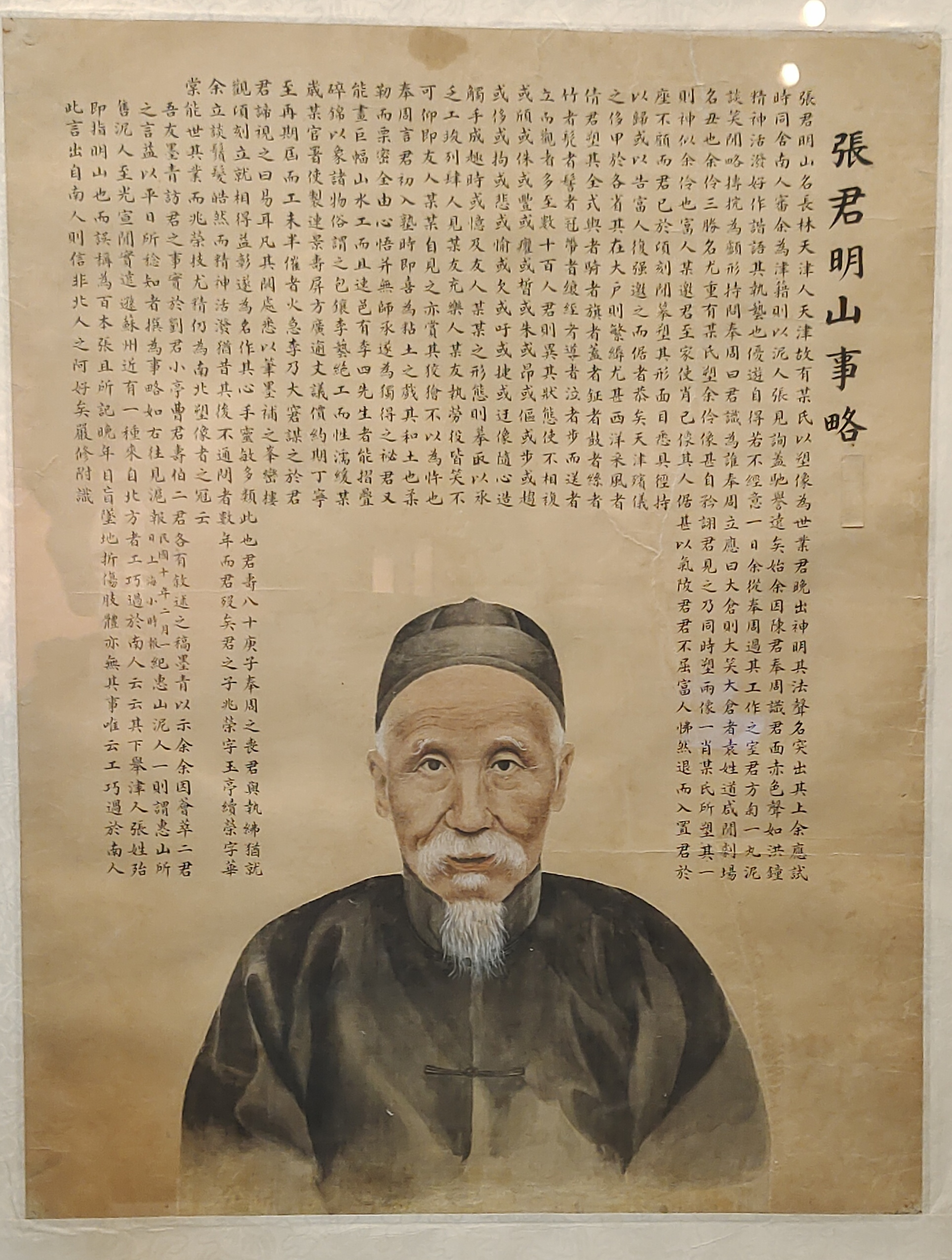
嚴修《張君明山事略》，攝於天津博物館

晚年好与文人、画家、学者相交，将其对绘画、古典文学之理解融人泥塑作品当中，所捏人物形象更为贴近真实生活。如其孙娶妻孛氏，新婚时“合家欢请祖舅看新妇”，张长林远望辄出，次日即作新娘子像置于新房，俨然如其人。惟肖像面露一水痕，家人以为是泥人敷粉未洁，张长林曰：“岂非有乌痣耶？”审之，果如其言。:178其又曾为天津教育家严修之父捏家人塑像。时人徐悲鸿记载：“全体结构若三十年前之照相。範老（严修）之伯父像，蓄上髭，冠小冠，中缀宝石，右手倚桌上，衣黑色马褂，腰际衣褶少嫌平板。至範老尊人像，无须，戴眼镜，衣背心，口角略深陷，现微笑之容，皆泥制敷色，色雅而简。”徐悲鸿又曾与张伯苓同访严府，见之赞曰：“其比例之精确，骨骼之肯定，与其传神之微妙，据我在北方所见美术品中，只有历代帝王画像中宋太祖、太宗之像可以拟之。若在雕刻中，虽杨惠之不足多也。”:1其老年又好四处游历，将“塑古斋”事务交予其子张玉亭。张玉亭将作品委托给估衣街“同陞号”，开启联营模式。
张长林在彩塑之外，亦工绘画，其甚爱上官周之《晚笑堂画传》，又能画巨幅山水画。当时天津有一李四先生，能折叠碎锦以象诸物，号称“包镶李”，官署使制连景寿屏，广数丈，届期而工未半，因催促紧急，便将此差事托付予张长林。张长林用笔墨补其阙处，峰峦楼观，顷刻立就，遂为名作。:5此外曾创作多幅描绘民间生活之画作，如《火会图》，描绘天津人民自发防火之故事；《狮子会》，描绘天津春节景象等等。:174
光绪三十二年（1906年）4月29日，张长林为友人徐九爷送殡，不幸于途中染疾，七日后（5月6日）病卒。:197

## 艺术风格与作品
天津泥塑产业受漕运兴盛、妈祖文化、戲曲文化影響較大。张长林作为其中佼佼者，将传统中国画审美和创作技法融入民间工艺，开创“泥人張”雅俗共赏之泥塑风格。泥人张彩塑不局限于儿童玩具，很少有动物造型，几乎都是泥人，更符合城厢市民口味。其作為中國小型架上雕塑開創者，在中國雕塑史上影響深遠。
张长林作品丰富，然存世不多，晚期代表作則更为稀少。其作品取材廣泛，约略可以分为四类：
- 一、古典文学和民间传说故事，小說如《水浒传》、《三国演义》、《红楼梦》、《西厢记》、《白蛇传》，民间故事如周处除三害、风尘三侠、岳母刺字、木兰从军、麻姑献寿等等。
- 二、反映劳动人民现实生活，如庄稼忙、农家乐、三百六十行等。
- 三、反映社会风俗人情，如婚丧嫁娶一类。
- 四、人物塑像，包括普通百姓肖像、喜像等。[6]:171

張長林塑像亦善於刻畫人物性格，表現人物心理，靜中求動，變化豐富，技法嚴肅流暢，色彩秀麗，富於文氣。其社会民情题材代表作《渔樵问答》、历史故事题材代表作《木兰从军》以及人物肖像题材代表作《严仁波肖像》，堪称中国泥彩塑艺术经典；代表作另有《少女》、《蒋门神》、《孙夫人试剑》、《品箫少女》等。其又以塑小像传神见称，如邻居彭掌柜，天津士绅严仁波、严振父子，木雕名匠“花活刘”刘国华等，人物容貌身形及职业特质均各具特征。又有“惜春作画”彩塑三人像，藏于故宫博物院；所作“八匣泥人”，计有粉塑《木兰从军》、《红楼梦》、《孙夫人试剑》、《白蛇传》、《褔禄寿》、《风尘三侠》、《张敞画眉》、《春秋配》八件，藏于颐和园内。:112
张长林作品曾多次在南北洋各地展览会上获得奖牌，综计二十余件，后因战乱散毁。此后作品国内销售不多，多系出口，日本约占百分之七十五，欧美占百分之十五。其在博物馆陈列者，俱标明“中国之特产”。:175民国四年（1915年），张长林作品《编织女工》彩塑作品获得巴拿马万国博览会一等奖，而张玉亭16件作品以“天津同陞号泥製人像十六件”名义参展，获得“名誉奖”。

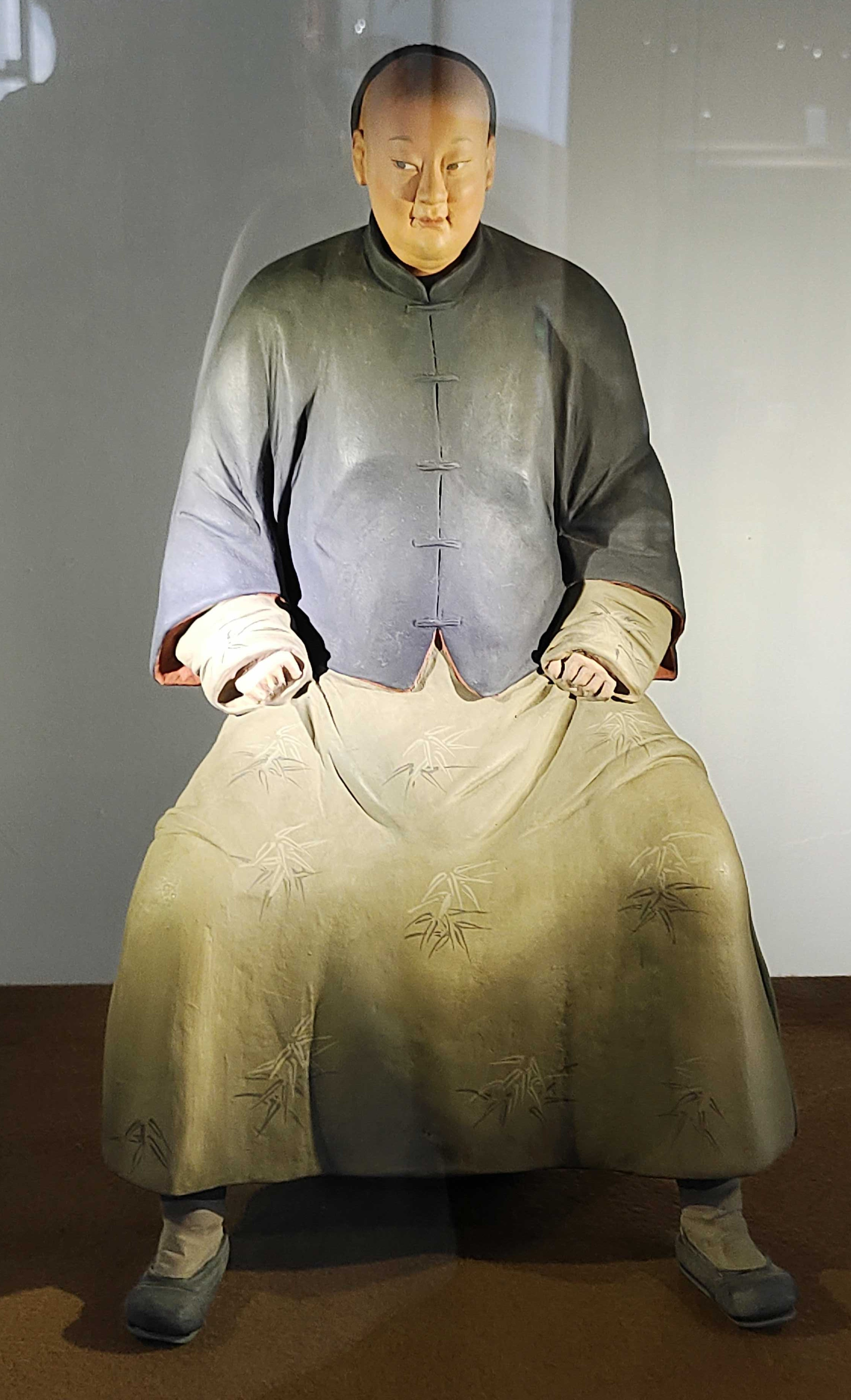
張明山作清代人物泥像
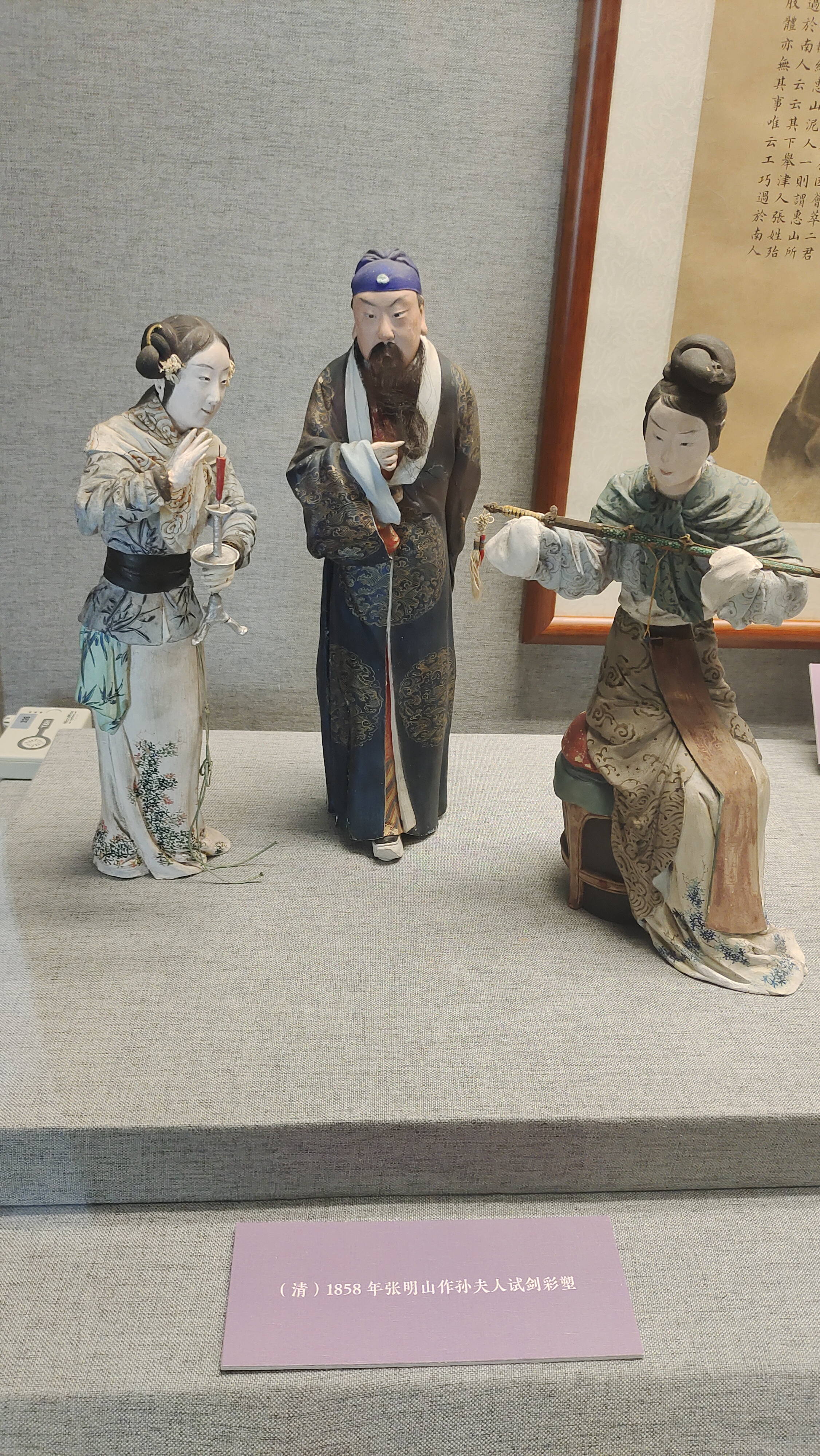
《孫夫人試劍》彩塑，咸豐八年（1858年）作
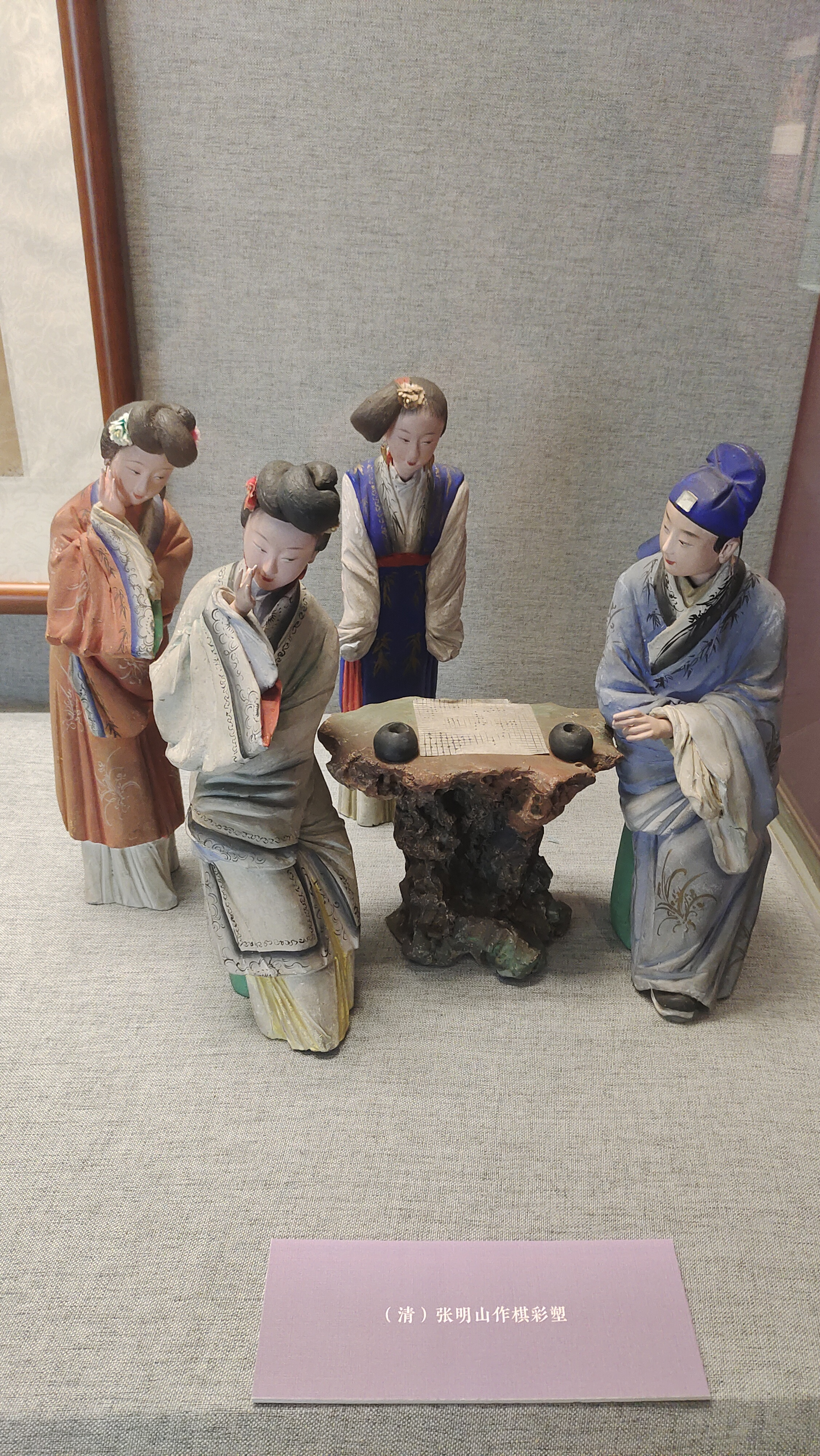
張明山作棋彩塑

## 评价
- 清张焘《津门杂记》中称：“津邑各工艺及医、卜、星相各术，近日无多出类拔萃者。惟城西张姓，名长林，字明山，以捏塑世其家。向所捏塑戏剧人物，各班角色，形象逼真，早已远近驰名。西洋人曾以重值购之，置诸博物院中，供人玩赏。而为人作小照，尤其长技也，只须与人对面坐谈，抟土于手，不动声色，瞬息而成。面孔径寸，不仅形神毕肖，且栩栩如生，须眉欲动。观者莫不歎绝。”[6]:181又附诗赞曰：“绝顶聪明妙手夸，擅长一技足名家。风流老子婆心盛，黄土抟人效女娲。”[8]:65-66
- 清崔旭《津门百咏》中录竹枝词一首《泥人》云：“竹马鸠车不倒翁，太平鼓子闹儿童。泥人昔说鄜州好，可似天津样样工。”[6]:181
- 近代严修于《张君明山事略》中称赞“泥人张”父子为“南北塑像者之冠”。[9]:5
- 民国三十六年（1947年）2月20日，天津《大公报》“天津人物志”刊文評價張長林稱：“至其如何工作？不过在观戏时，即以台上角色，权当模特儿，端详相貌，剔取特征，於人不知不觉中，袖中暗地摹索。一出未终，而伶工像成；归而敷粉涂色，衬以衣冠，即能丝毫不爽……宋金元雕塑艺术，虽各具神妙，但触手成像，酷肖逼真者，则惟有天津泥人张氏。”[6]:168
- 1962年，郭沫若参观“泥人张”彩塑艺术展览后写下“用泥造人首女娲，明山泥人锦上花，昨日造人只一家，而今桃李满天下”之诗句。[7]

## 文学形象
冯骥才《俗世奇人》记有“泥人张贱卖海张五”之故事，其原型正是第一代“泥人张”张长林（张明山）。故事大意为海张五在天庆馆侮辱泥人张，泥人张一言不发，而用脚底泥巴塑了一个海张五的头，神情毕肖，放在桌上而转身离开；第二天，估衣街上小杂货摊出现一批海张五泥塑，标以“贱卖”，引来路人讥笑，海张五衹能派人花大价钱买走。:33-34

## 家族
张长林生有六子，五子张兆荣（字玉亭）、六子张续荣（字华棠）传其业，为第二代“泥人张”:5。孙张景祜，曾孙张锠。